# 长生不老
長生不老（壽命長而不會衰老），相近的辭彙還有長生不死（在安全無外力狀況下擁有無限的壽命，但依舊會老化）、不老不死（在安全無外力狀況下不會衰老與死亡）、不朽（英语：Immortality）與永生（在安全無外力狀況下永遠生存而不會死亡，但會衰老）。水螅、燈塔水母是目前已知不會衰老的生物。請注意，長生不老不代表不會死亡。
據稱多數人並不希望長生不老。一項英國的調查顯示，即使是在生理與心理健康都能得到保證的狀況下，也依舊只有大約六分之一（17%）的人希望自己能長生不老；而在其中，男性（21%）希望長生不老的比例顯著高於女性（12%）；事實上，該份調查顯示，不僅多數人不希望長生不老，甚至有40%的受訪者表示不希望活到超過一百歲。
另外達成長生不老或生命延續或許是不可能的，即使有可能也要達到此種狀態可能也相當困難。一篇2021年的研究指出，從古至今，人類老化的速度從未改變，而人類平均壽命延長，主要原因是嬰幼兒死亡率降低所致；此外科羅拉多大學波德分校研究員Jesse Kurland的博士論文指出，老化進程是一個影響基因網路的複雜程序，因此改變單一或數個基因不能停止老化進程。

## 宗教教義及神話
永生指永遠生存，或永遠存在的生命，也就是不死的意思。
一些人聲稱，「永生不死」的意思是某一者雖然會衰老，但是永遠不會自然死亡；「永生不老」的意思是某一者永遠不會衰老，也不會自然死亡；「長生不死」的意思是某一者雖會逐漸衰老，但會在漫長的夀命結束時轉變為另一種生靈；「長生不老」的意思是某一者不會衰老，但當其漫長的壽命結束時，便會自然去世。
獲享永生一事是很多人曾經想要達成的目標，也是很多宗教的教義中的核心概念之一。

### 異教
- 在古代西亞蘇美神話、西方的凱爾特神話、愛爾蘭民間傳說中也有長生不死的仙人。北歐神話中的眾神是可能會老死的，由豐收女神伊登（Iðunn）負責看管能使眾神長生不死的「魔法蘋果」。

### 古希腊宗教
- 古希腊宗教中的「不朽」最初总是包括身体和灵魂的永恒结合，如在荷马、赫西俄德和其他各种古代文本中所见。一般认为灵魂在冥界中永恒存在，但没有身体的灵魂是死的。虽然绝大部分人都只能作为一个无形的死灵魂永远存在，但一些人被认为获得了肉体上的不朽，并被带到了至福乐土、极乐岛（英语：Fortunate Isles）、海洋或字面意义上的地下。其中包括安菲阿拉俄斯、伽倪墨得斯、伊诺、伊菲革涅亚、墨涅拉俄斯和佩琉斯，以及参与特洛伊和忒拜战争中大部分人。有些人被认为已经死亡并在他们实现肉体不朽之前复活了。宙斯杀死阿斯克勒庇俄斯只为了将他复活成神。在特洛伊战争神话的某些版本中，阿基里斯在被杀之后，他的神圣母亲泰蒂斯从他的葬礼柴堆中将他抢走，将他复活，并在Leuce、至福乐土或极乐岛上变得不朽。被阿基里斯杀害的门农似乎有着类似的命运。 阿尔克墨涅、卡斯托尔、赫拉克勒斯和墨利克尔忒斯（英语：Melicertes）也是有时被认为已经复活到身体不朽的人物之一。根据希罗多德的历史，公元前7世纪的普罗维努西斯的圣人阿里斯塔斯首次被人发现他死亡后，他的尸体从一个上锁的房间里消失了。后来人们发现他不仅复活了，而且還获得了不朽。
- 不朽灵魂的哲学观念首先出现在斐瑞居德斯或俄耳甫斯教中，最重要的发展是由柏拉图和他的追随者所倡导。然而，这从未成为希腊化思想的一般范式。 甚至在基督教时代也是如此，见诸各种哲学家对流行信仰的抱怨，许多或者绝大多数传统的希腊人坚持认为只有特定的人死而复生，肉体不朽，其他人只能期待成为一个没有肉体的永恒存在的死灵魂。这些传统信仰与后来耶稣复活之间的并存并没有在早期的基督徒身上消失，正如殉教者游斯丁所说：“当我们说……耶稣基督，我们的老师，被钉在十字架上并且死了，然后又复活了，并且升入了天堂时，我们认为他与那些宙斯的儿子没什么不同。”(1 Apol. 21)

### 基督教
- 在《舊約聖經》中，在伊甸園內有兩種神奇的樹－知善惡樹與生命樹，其提到若人吃了生命树的果實後，就能活到永遠（創3:22）。

- 《新約聖經》記載説：「這見證，就是　神賜給我們永生，這永生也是在他兒子裡面。人有了　神的兒子就有生命，沒有　神的兒子就沒有生命。我將這些話寫給你們信奉　神兒子之名的人，要叫你們知道自己有永生。」（約一5:11-13）很多基督教徒認為這『永生』就是在『神審判的日子』，不會與『第二次的死（火湖）』有份，在『新天新地』與『上主』一同永遠活著。
- 儘管主流基督敎認為畜牲不像凡人那樣擁有永存的靈魂，不過一些神學家仍然認為畜牲也有機會進入天國，例如認為自己信奉東正教的、非常認可普救論的著名神學家大衛·本特利·哈特曾經聲稱畜牲及凡人等等都是自然界的一部份且最終都可以獲享永生，哈特曾因自己所持有的十分具爭議性的神學觀點而多次受到其他許多神學家批評和被指責宣揚異端思想，但他對大部份批評意見作出了回應，並且聲稱自己所持有的神學觀點是正統的，儘管如此，不過相關的爭論仍在持續[6]。一般來説，正統基督教對哈特等人所持有的神學觀點多有拒斥。普救論不受天主教所認可[7]。

### 道教
- 在道教教內，處於長生不老這種狀態被認為是仙人的標記之一。在秦朝時期，方士徐福為了替秦始皇尋找長生不老藥，攜童男童女各五百，出海尋找蓬萊、瀛洲諸仙山上的仙人，結果不知所終。
- 道教教內有專門煉丹服藥（包括煉內丹及真元）的教派，目的是進入長生不老這種狀態。
- 在道教神話中，嫦娥是后羿的妻子，她偷竊了西王母所擁有的不死藥，服下後得以飛奔至月亮上並能夠永遠居住在那𥚃。

### 大乘佛教
- 根據大乘佛教教典上的記載，有说法聲称阿罗汉可住世一刼之久，並且聲稱菩萨及佛陀能夠用更长时间住世。《法华经》宣稱釋尊曾經給诸大弟子授记並預言説他們會在將来形成的器世間上成佛且能住世十二小刼至二十四小刼之久。《法華經》也宣稱釋尊如此説道：“如是我成佛以来已甚大久远，寿命无量阿僧祇劫常住不灭。”[8]

### 上座部佛教
- 上座部佛教所認可的巴利文典籍并没有宣揚關於长生不老和无量寿的説法。在教典中，佛陀聲稱一切行（因缘和合所成的有为法）皆无常，而且任何生靈都没有一个常住不变的神我，世上没有能夠永遠存在的天庭，有生必有死，没有一个生靈能夠永远存活，祂們都被困在輪迴之中，即便是拥有八万四千大劫寿元的、居住在作為無色界天位置最高的天層非想非非想天的大梵王，也會有寿尽死亡的一天。
- 刼[9]在佛教典籍中有很多意思，这里的劫是指命刼（āyu-kappa），上座部佛教認為命刼一詞指的是当时的平均寿命（āyu）的持續时间，例如如果当时凡人的平均寿命是一百岁，一个命刼就是一百年；如果是一千岁，一个命劫就是一千年。在《長尼柯耶》中，釋尊对阿难尊者説：「任何人修习、多修习四神足，以其为工具，以其为基础，建立、稳固、保持它，便可随其所欲住寿一劫或一劫以上。阿难! 如来已修习四神足，可随其所欲住寿一劫或一劫以上。」[10]在佛教傳説中，当时的人寿平均是一百岁，有説法聲称 如果阿难尊者请求釋尊住世的话，釋尊便能够活一百年或比一百年多一点，但因為当时阿难尊者的思想被魔罗覆蔽，故没有這樣做，所以釋尊只住世到一劫的百分之八十，即八十岁入灭，上座部佛教認為这是連诸佛都無法改變的定法。

## 人類所作的嘗試
- 一些人認為通過傳統的生育方式，把遺傳基因延續下去，便能達至長生，但另一些人認為這只僅限於父母及祖宗的遺傳基因，以及人類物種，而非個人生命。
- 道教試圖透过炼内外丹、服气、辟谷等等来成為神仙以获得不朽性。
- 《新不列顛百科全書》描述古代某些歐洲人的信仰說：「才德兼備的人會在一個金碧輝煌的殿堂裡永遠活下去。」不但這樣，有些人更千方百計，要滿足永遠活下去的願望。
- 《美國百科全書》提到：「二千多年前，中國皇帝和平民在道士的帶領下，不事勞動，只顧尋求神丹妙藥——即所謂長生不老藥。自古至今，人都相信可以憑著各種丹藥或甚至喝某種水就能夠永保青春。秦始皇曾經派遣徐福去找尋長生不老藥，傳說他到了日本。」
- 現代人也同樣熱衷於滿足人對長生不老的渴求。一個明顯的例子是，科學家把病死的人冷藏，希望將來如果發明了治病的方法，就把屍體解凍救活過來。這種方法稱為人體冷凍學。一個支持這種做法的科學家說：「如果事實證明我們的樂觀是有理由的，而且我們知道怎樣醫治或修理所有損壞了的器官——包括因為年老而造成的衰敗在內——這樣，現今『死去』的人，就會在將來享有永遠延續下去的生命了。」

## 生理學上的可能

### 大腦
只要意識、人格與記憶等建構個人的特質被完整保存，也就能達成精神層面的不朽，因此有科學家現正發展保存腦部突觸連結的方法——使用戊二醛固定劑灌流腦部，使蛋白質結合成膠狀固體，再以乙二醇防凍劑浸泡，確保腦組織在-130℃下呈現玻璃狀的固態而不結冰。這種狀態下的組織可望保存千年，連帶保存腦中神經突觸的「連結組」。 自物理學角度視之，若能掃描、並以電子或生物性的替代物重建這些連結，就能讓被冷凍的意識復甦，因此也就消除了死亡， 然而從哲學角度來看，此方法恐將遭遇「同一性無法恢復」這個難題。身為哲学家的超人类主义者苏珊·施耐德在關於意識上傳的爭論中表示她认为这只会制造一个原先意識的复制品。然而，信奉佛教的超人類主義者詹姆士·休斯聲稱這種顧慮並不重要，他從佛教的無我論角度出發，表示他認為如果人們相信自我只是一個幻像，那麼便毋須擔心關於所謂的自我同一性的問題。

### 改造人
把人體和機器或電子裝置結合，達到延續重傷重病者生命的效果，同时提高既有能力甚至獲得人類本沒有的能力。

### 新陳代謝
- 每隔幾天人體就把腸內壁的細胞完全更新；
- 每兩個月，膀胱內壁的細胞也完全更換；
- 紅血球每120天在人體更換一次。
- 無論活了多少年，身體大部分的細胞仍然十分年輕[來源請求]。
- 據估計：在一年之內，身體裡大約百分之98的原子，將會從空氣和飲食所吸收的其他原子所取代[14]。

換句話說，只要人體保持細胞的持續更新，就可以抑制衰老。假若生命中的老化和衰老、疾病、意外受傷、動物和人類間暴力等等的問題可以完全解決，永生也可望出現。
但是，目前已知當細胞分裂時，會產生複製遞減的現象。當DNA末端的端粒長度逐漸變短，而影響到原有DNA的正確性時，就會導致老化現象。然而一旦發生細胞老化，這個過程是不可逆的。且目前尚未有補充DNA末端的端粒的方法。

## 人工智慧
Google首席未来学家庫茲韋爾（Ray Kurzweil）說，醫療技術的進步將使人均壽命，每過一年就能延長超過一歲，納米機器人將能修復和取代細胞、組織和器官，逆轉老化的過程，另外可以透過意識轉移的方法，讓人格可以透過別的軀體繼續存活，不必再受限於肉體的死亡，到2045年，人工智慧運算力將超越人類十億倍。

## 科學、哲學及未來學

### 物質不滅定律
有説法認為按照質量守恒定律（又稱物質不滅定律），構成物體的最基本物質及能量是不能被創造的或者被消滅的，只能夠被重組，因此，從唯物論的角度去看，當人類死亡之後，即使其遺體被火化及骨灰撒入大海後，也不會真正的消失或消滅，而只不過是組成人體的基本粒子會重組。不過，有説法認為按照熵增定律，這些組成身體的粒子，會由生前的高度有序系統，變得無序，而且過程是不可逆的，意見是其混亂度只會不斷增加，不會減少。

### 精神永在説
恐懼管理論聲稱人類因擔心自我會在死後消失而傾向於以某種方式使自己能夠在死後象徵性地存在於其他人的回憶、群體生活或文化習俗等等之中，認可精神永在説的人認為即使肉身已經消逝，但精神仍然能夠以這種方式繼續流傳下去，這樣的話，死亡便不會令人感到那麼恐懼。

### 基因與繁殖
一些人認為雖然肉體不能變得不朽，但是基因可以透過繁殖代代傳遞，來獲得某種意義上的不朽性。

### 基因保存
一些人選擇把自己的基因長久地保存起來以維持某種意義上的不朽這種狀態。

### 科幻題材故事及未來學理論
有少數科學家認為，人類將來可透過科技（例如3D生物打印技術、 改造人、 人體冷凍技術、暫停生命、基因改造、基因修復、複製人、分子工程、纳米醫療科技、人工器官移植、先進的抗老化藥物及其它醫療和生物科學技術）以達至長生不老，甚至永生不老。

## 大眾文化

代表無限的數學符號。

殭屍、吸血鬼、喪屍等一般都被描述為有着不死之身的怪物，也有作品強調不老不死這種狀態的嚴重缺陷。
以不老不死或永生等概念為主題的作品包括：

### 小說
- 《西游记》中，孙悟空突然意識到生命终有寿终正寝的一天，因而感到非常悲傷，但之後他被告知：“世间唯有佛、仙、神圣,三者可逃过轮回,与天地齐寿。”於是他便想去求仙以習得长生不老之术。
- 倪匡所創作的《衛斯理》系列包括了《不死藥》、《神仙》等作品。
- 网络作家观棋所創作的《长生不死》
- 《灼眼的夏娜》中的火霧戰士與紅世魔王
- 《甘城光輝遊樂園》中的拉媞琺·芙爾蘭札，受到詛咒 每年的成長與記憶都會重置，因而陷入長生不老這種。狀態
- 中同為不老不死魔女的亞梓莎·埃札瓦與艾諾
- 《不懂愛的千金與野獸》中的克勞德·凱西利亞，受詛咒獲得不老永生的同時，無法離開莊園且有無法控制的性慾亢進。
- 《道林·格雷的画像》：主角道林·格雷獲得藝術家巴茲爾·霍爾沃德（Basil Hallward）為其繪製的肖像，可讓肖像代替他承受衰老和內在的惡意，藉此維持長生不老。弱點是破壞肖像將會導致道林·格雷死亡並恢復衰老的模樣。

### 漫畫
- 手塚治虫所創作的《火鳥》
- 赤松健所創作的《UQ Holder!》
- 《惡魔的謎語》中的首藤凉
- 在《美少女戰士》中，銀水晶的力量使未來都市「水晶東京」處於近乎長生不老這種狀態。
- 《夢幻天女》中的十夜因從瑟蕾絲失落海裡的羽衣誕生一事而具有不死之身，但犧牲不死之身以解救妖怪後壽命大幅減短。
- 高橋留美子所創作的《人魚系列》
- 《無能力者娜娜》中的小野寺恭也俱備不老不死能力且擁有強大的自癒能力，弱點是只能保留兩年內的記憶。

### 电影
- 2007年上映的由理查·申克曼（英语：Richard Schenkman）所執导的影片《来自地球的人》
- 2015年李·托蘭德·克萊格執導的《時空永恆的愛戀》

### 戲劇
- 2014年播放的美國電視劇《不死法醫》
- 2016年年播放的韓國連續劇《孤單又燦爛的神—鬼怪》

### 動畫
- 《魔法少女小圓》最終成神的鹿目圓
- 《記憶女神的女兒們》非時果實的持有者
- 《sola》中的夜禍
- 《火影忍者》中開發"長生不老之術"的大蛇丸
- 《JOJO的奇妙冒险》中的柱之男卡兹，戴上附有艾哲红石的石假面后成为了不老不死并拥有所有生物能力的“终极生物”
- 《叛逆的魯魯修》中的C.C
- 《給不滅的你》中的不死

### 遊戲
- 《初音島系列》的魔法師芳乃櫻，由於無法走出過去而使身體發育停止。
- 《東方project》中的蓬萊人與月之民。
- 《隻狼：暗影雙死》中的龍胤之力造就的卿子與其龍胤契約者皆為不死。
- 《軒轅劍參外傳 天之痕》十大神器中伏羲琴，神農鼎，崆峒印，崑崙鏡，女媧石可以列「失卻之陣」可列出失卻之陣，其中以崆峒印為核心，能夠變得不老不死。
- 《阴阳师_(游戏)》中的八百比丘尼因食用人魚肉一事而變成不老不死的占卜師。
- 《Unlight》中的軍人威廉具有不死之身。

## 外部連結
- 張慶熊：〈死和永生的問題——在科學時代的哲學反思〉 （页面存档备份，存于）（2007）
- 長生不老研究組織（英文）

- 張慶熊：〈死和永生的問題——在科學時代的哲學反思〉 （原始連結已經失效）（页面存档备份，存于）（2007）
- 長生不老研究組織（英文）